# Hedy Burress
Heather Elizabeth 'Hedy' Burress (Edwardsville (Illinois), 3 oktober 1973) is een Amerikaanse actrice.

## Biografie
Burress studeerde in 1995 af aan de Millikin University in Decatur (Illinois). Na haar studie verhuisde zij naar Los Angeles voor haar acteercarrière.
Burress begon in 1996 met acteren in de miniserie Seduced by Madness: The Diane Borchardt Story, waarna zij nog meerdere rollen speelde in televisieseries en films.
Burress is in 2000 getrouwd, in 2004 stierf haar man in een vliegtuigongeluk.

## Filmografie

### Films
Uitgezonderd korte films.
- 2010 Elevator Girl – als Tessa Delgado
- 2009 He's Just Not That Into You – als Laura
- 2008 Jane Doe: Eye of the Beholder – als Joanne Nagle
- 2005 The Reality Trap – als Cindy
- 2004 Silver Lake – als Julie Patterson
- 2004 Open House – als Gloria Hobbs
- 2003 The Animatrix – als Cis
- 2002 Bug – als Roy
- 2001 Valentine – als Ruthie Walker
- 2000 Tick Tock – als Anne Avery
- 2000 Cabin by the Lake – als Mallory
- 1999 Swing Vote – als ??
- 1998 Los años bárbaros – als Kathy
- 1998 Getting Personal – als Melissa Parks
- 1997 Any Mother's Son – als Kathy
- 1996 If These Walls Could Talk – als Linda Barrows
- 1996 Foxfire – als Maddy Wirtz

### Televisieseries
Uitgezonderd eenmalige gastoptredens.
- 2009-2013 Southland – als Laurie Cooper – 8 afl.
- 2009 ER – als Joanie Moore – 4 afl.
- 2007 Unfabulous – als Tammy – 2 afl.
- 2002 First Monday – als Ellie Pearson – 13 afl.
- 2001 Gideon's Crossing – als Money Rasberry Dupree – 6 afl.
- 1998 The Closer – als Alex McLaren – 10 afl.
- 1996-1997 Boston Common – als Wyleen Pritchett – 32 afl.
- 1996 Seduced by Madness: The Diane Borchardt Story – als Brook Borchardt – 2 afl.

### Computerspellen
- 2018 The Walking Dead: The Final Season - als Brody
- 2018 Dissidia Final Fantasy NT - als Yuna
- 2016 World of Final Fantasy - als Yuna
- 2014 Final Fantasy Explorers - als Yuna
- 2011 Star Wars: The Old Republic – als stem
- 2011 final fantasy XII-2 – als stem
- 2011 Dissidia 012 Final Fantasy – als Yuna
- 2010 Valkyria Chronicles II – als Chloe Blixen / Brigitte Stark
- 2009 Terminator Salvation – als soldate
- 2008 Valkyria Chronicles – als Brigitte Stark
- 2007 Final Fantasy Tactics – als Agrias
- 2007 Kingdom Hearts II: Final Mix+ – als Yuna
- 2006 Project Sylpheed – als Sandra Redbird
- 2005 Kingdom Hearts II – als Yuna
- 2003 Final Fantasy X-2 – als yuna
- 2001 Final Fantasy X – als Yuna / Fayth

- Biblioteca Nacional de España: XX1266167
- Gemeinsame Normdatei: 17372941X
- International Standard Name Identifier: 0000 0003 5683 2394
- Library of Congress Control Number: nr00024286
- Système universitaire de documentation: 181632314
- Virtual International Authority File: 193125819
- WorldCat: E39PBJmDk6YfpXtXHMdwPTw3cP